# Revolució del Poder Popular
La Revolució del Poder Popular (també coneguda com la Revolució filipina de 1986 i, en l'àmbit anglès, com la Revolució de EDSA) va ser una sèrie de manifestacions populars en les Filipines que es va iniciar el 1983 i que varen culminar el 1986. Els mètodes utilitzats van ascendir a una sostinguda campanya de resistència civil contra la violència i el frau electoral del règim. Aquest cas de revolució no-violenta va provocar la sortida del president Ferdinand Marcos i de la restauració del país la democràcia. També se la coneix com la Revolució groga per la presència de cintes grogues en les manifestacions i l'arribada del llavors assassinat Benigno Aquino Jr. Va ser vist com una victòria del poble en contra dels 20 anys de funcionament del règim autoritari i repressiu del llavors president Ferdinand Marcos. I va aparèixer en els titulars de notícies com "la revolució que va sorprendre el món".
La majoria de les manifestacions es van dur a terme en un llarg tram de l'Avinguda d'Epifanio de los Santos (en tagal: Abenida Epifanio de los Santos i coneguda, en l'àmbit anglès, per Epifanio de los Santos Avenue i pel seu acrònim EDSA), en Metro Manila del 22 al 25 febrer, de 1986 i van participar més de dos milions de filipins civils, així com diversos polítics, militars, i incloent els grups religiosos encapçalats pel cardenal Jaime Sin, arquebisbe de Manila. Les protestes, impulsades per la resistència i l'oposició pels anys de govern corrupte de Marcos, va culminar amb la sortida del dictador del palau de Malakanyang en direcció a l'estat de Hawaii. Corazón Aquino va ser proclamada com a legítima presidenta de les Filipines després de la revolució.
El 25 de febrer de 2012, les Filipines van celebrar el 26 aniversari de la Revolució del Poder Popular.